# Лендићи (Јајце)
Лендићи су насељено мјесто у општини Јајце, Федерација Босне и Херцеговине, БиХ.

## Географски положај
Лендићи се налазе 10 km сјевероисточно од града Јајца.

## Становништво
| Националност       | 1991.        | 1981.        | 1971.        |
| Муслимани          | 661 (94,02%) | 577 (91,00%) | 451 (87,23%) |
| Хрвати             | 27 (3,84%)   | 21 (3,31%)   | 19 (3,67%)   |
| Срби               | 11 (1,56%)   | 24 (3,78%)   | 43 (8,31%)   |
| Југословени        | 2 (0,28%)    | 9 (1,41%)    | 0            |
| остали и непознато | 2 (0,28%)    | 3 (0,47%)    | 4 (0,77%)    |
| Укупно             | 703          | 634          | 517          |